# Christliches Zentrum
Als Christliches Zentrum bezeichnen sich zahlreiche voneinander unabhängige Freikirchen im deutschsprachigen Raum. Meist tragen sie den Ort im Namen, etwa in der Form Christliches Zentrum Karlsruhe (CZK) oder Christliches Zentrum Nürnberg (CZN). Einige Gemeinden führen noch einen zweiten geografisch abgeleiteten Namen, wie z. B. das Christliche Zentrum Berlin (Kirche am Südstern).

## Theologische Einordnung
Die meisten Christlichen Zentren sind in den 70er Jahren (einige wie das CZB sehr viel früher) aus Hauskreisgruppen, Zeltmissionen, überkonfessionellen Arbeitskreisen oder verschiedenen Interessensgruppen entstanden. Sie haben einen freikirchlichen Hintergrund und fühlen sich mit anderen Christlichen Gemeinden und Werken verbunden. Ein im Mittelpunkt stehender Pastor wie Volkhard Spitzer (ehemals CZB) ist eher die Ausnahme, die meisten Christlichen Zentren haben einen Gemeinderat (ähnlich dem Brüderrat in Brüdergemeinden) bzw. ein Leitungsteam als Entscheidungsträger. Viele Zentren pflegen eine geistliche Nähe zur Pfingstbewegung oder rechnen sich als evangelische Freikirche zur charismatischen Erneuerungsbewegung und gehören Arbeitskreisen wie der örtlichen Evangelischen Allianz oder dem Arbeitsgemeinschaft Christlicher Kirchen (ACK) an.

## Gemeinsamkeiten der meisten Christlichen Zentren
Obwohl die augenscheinlichste Gemeinsamkeit dieser Freikirchen im gleichartigen Namen liegt, verbinden die Christlichen Zentren gemeinsame Grundwerte, Strukturen und meist ein gemeinsames Selbstbildnis und vernetzen sich mit Strukturen außerhalb der eigenen Gemeinde.
Die drei Wirkungsebenen sind:
- „Gott lieben“ – Gemeinde als Dienstgemeinschaft für eine lebendige Glaubensbeziehung.
- „Gemeinde leben“ – Gemeinde als Ort, wo Gaben, Stärken und Schwächen in eine Gemeinschaft eingebracht werden.
- „Gesellschaft gestalten“ – Gläubige und Kirche wirken in die Gesellschaft hinein.

Auf Gemeindeebene werden die Gottesdienste durch zahlreiche Dienstgruppen wie Frauen- und Männerarbeit, Kindergruppen, Seniorenarbeit und seelsorgerliche Angebote ergänzt. Es werden charismatische Gaben gelehrt wie z. B. die der Heilung, des prophetischen Redens usw. wie sie im Neuen Testament in 1. Kor. 12–14 beschrieben sind. Einige dieser Angebote sind offen und haben, wie etwa das „Hörende Gebet“, zum Teil überregionale Bedeutung. Gelegentlich werden auch internationale Arbeitskonzepte wie der „Alpha-Kurs“ auf das örtliche Gemeindeleben übertragen. Es werden verschiedene der Verkündigung oder praktischen Aufgaben zugeordnete Dienstgruppen gebildet, die nach Eph.4, 11–16 einen gabenorientierten Ansatz („Gaben entfalten“) verfolgen.
Auf regionaler und überregionaler Ebene bilden die Zentren Netzwerke und Arbeitsgemeinschaften mit anderen Kirchen, auch zu solchen mit einer übergeordneten Konfessionszugehörigkeit. In diesen Strukturen werden Schulungen, Seminare, oder auch übergemeindliche Lobpreisveranstaltungen abgehalten. Christliche Zentren beteiligen sich auch bei Großveranstaltungen wie z. B. Pro Christ. Ins Ausland werden Missionare entsandt oder es besteht eine Zusammenarbeit mit befreundeten Missionswerken.